# 景観形成地区 (兵庫県指定)

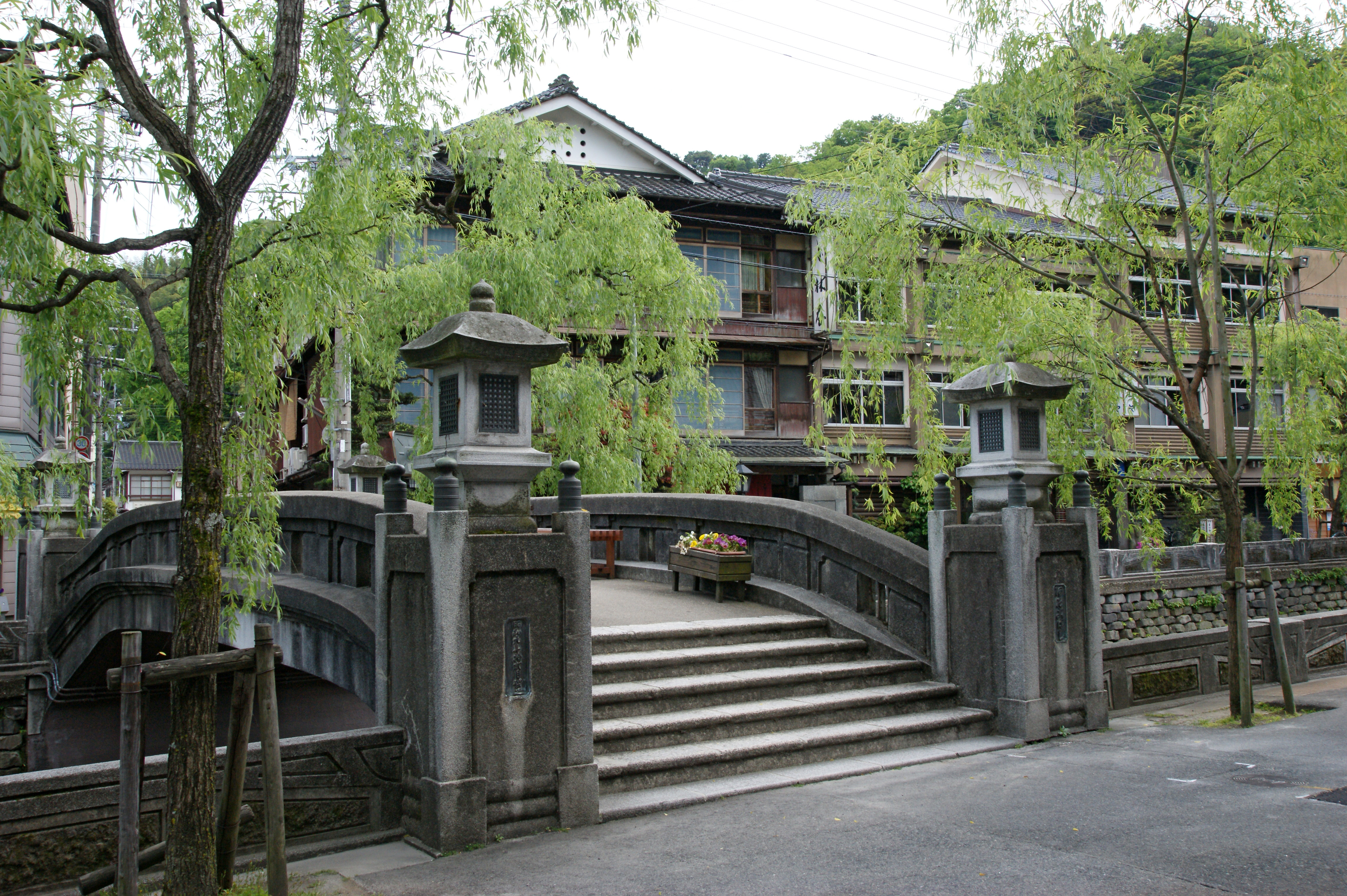
城崎温泉地区

景観形成地区（けいかんけいせいちく）は兵庫県の「景観の形成等に関する条例」（景観条例）に基づく指定制度の一つで、指定の対象となる兵庫県下の優れた景観の保全および維持または創造をその目的とする。指定の対象は「歴史的景観形成地区」、「住宅街等景観形成地区」、「まちなか景観形成地区」、「沿道景観形成地区」に種別され、また個々の地区に応じた景観形成基準（景観ガイドライン）が定められている。

## 種別[1]
- 歴史的景観形成地区 - 伝統的な建造物または集落が周辺の環境と一体をなしている区域
- 住宅街等景観形成地区 - 良好な環境を有する住宅街等の区域または新都市の建設、都市の再開発等により新たに住宅街等が整備される区域
- まちなか景観形成地区 - 駅前、官公庁施設の周辺等で、その地域の中心としての役割を果たしている市街地の区域
- 沿道景観形成地区 - 国道、県道等の沿道の区域

## 指定一覧

### 歴史的景観形成地区
1. 豊岡市 出石町城下町地区歴史的景観形成地区（昭和62年10月16日指定）
2. たつの市 龍野地区歴史的景観形成地区（平成2年3月30日指定）
3. 豊岡市 城崎町城崎温泉地区歴史的景観形成地区（平成4年8月11日指定）
4. 丹波篠山市 篠山城下町地区歴史的景観形成地区（平成5年12月24日指定）
5. たつの市 御津町室津地区歴史的景観形成地区（平成6年5月13日指定）
6. 朝来市 生野町口銀谷地区歴史的景観形成地区（平成10年3月26日指定）
7. 朝来市 和田山町竹田地区歴史的景観形成地区（平成10年11月27日指定）
8. 多可町 加美区岩座神地区歴史的景観形成地区（平成11年12月7日指定）
9. 養父市 大屋町大杉地区歴史的景観形成地区（平成13年10月2日指定）
10. 養父市 八鹿町八鹿地区歴史的景観形成地区（平成16年3月19日指定）
11. 高砂市 高砂地区歴史的景観形成地区（平成18年9月1日指定）
12. 新温泉町 浜坂味原川周辺地区歴史的景観形成地区（平成20年3月28日指定）
13. 篠山市 上立杭地区歴史的景観形成地区（平成21年3月31日指定）

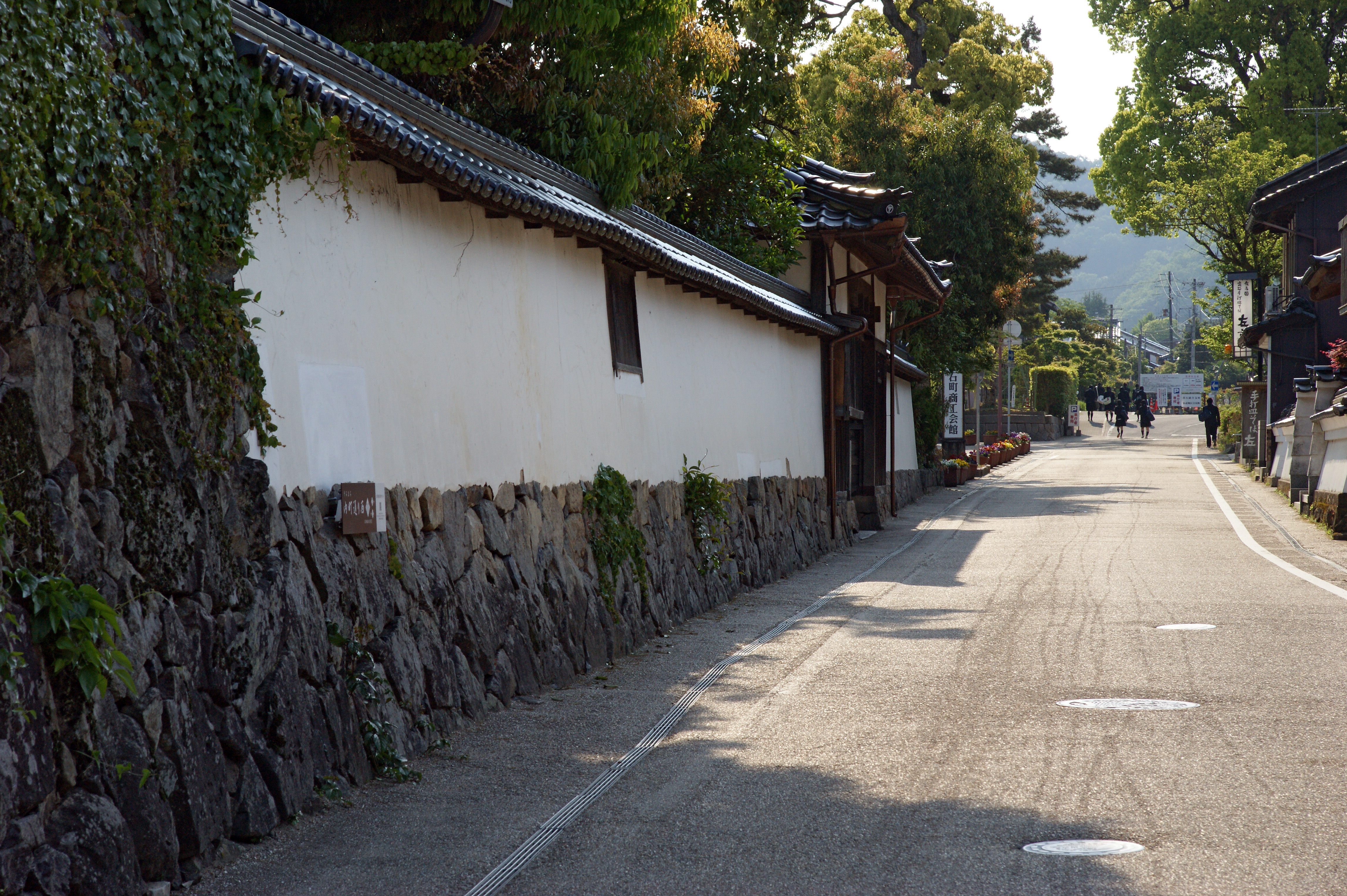
出石町城下町
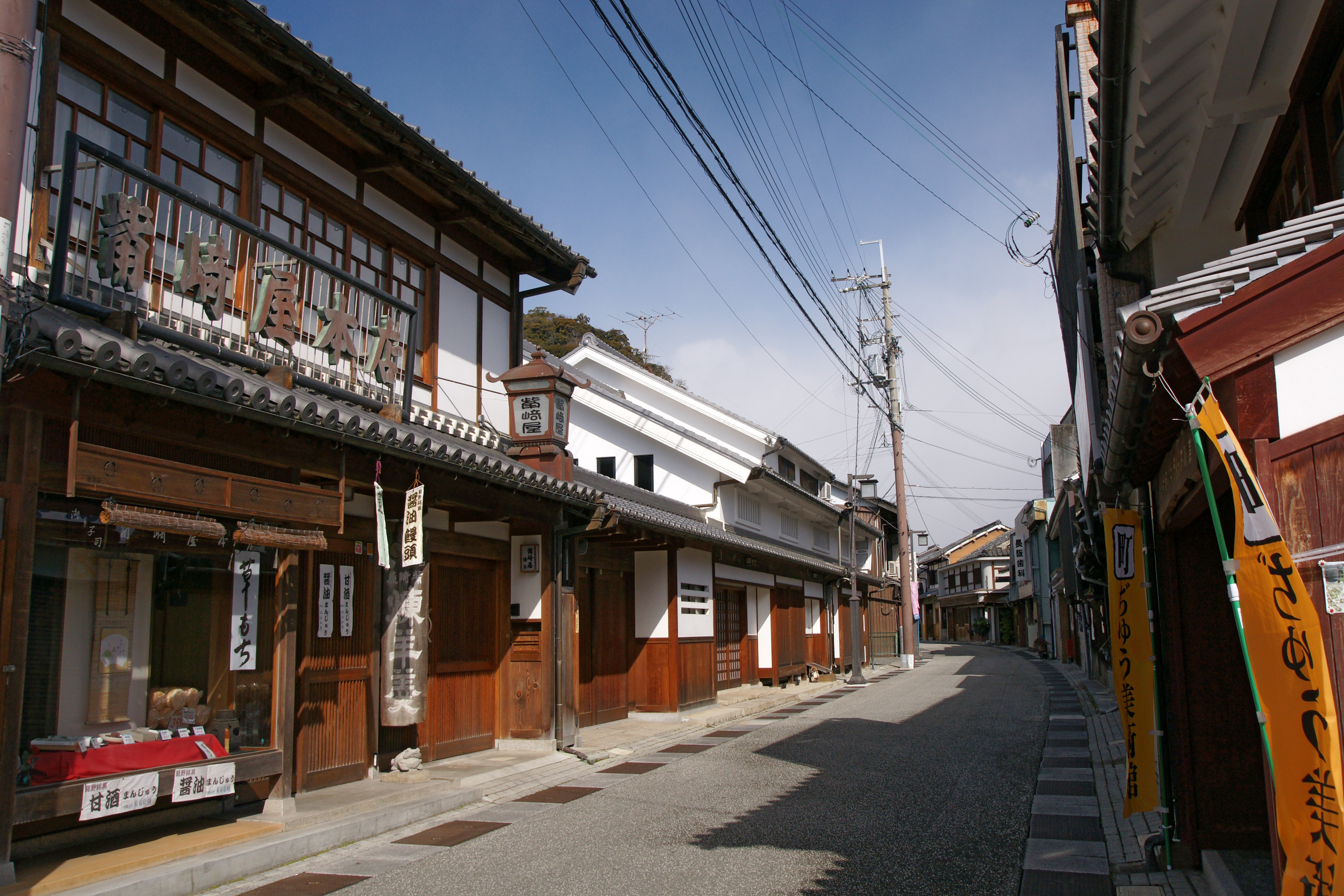
龍野地区
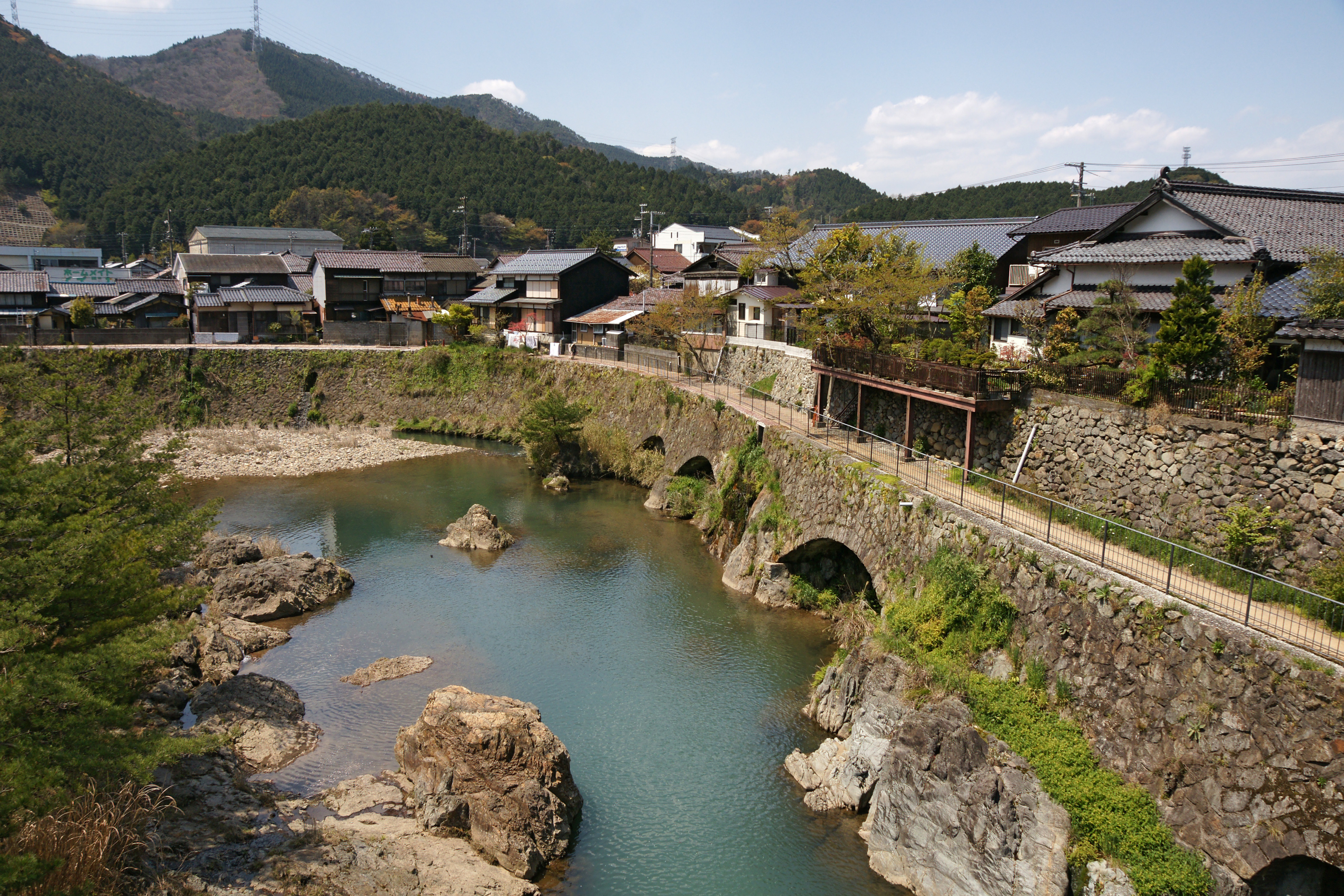
口銀谷地区
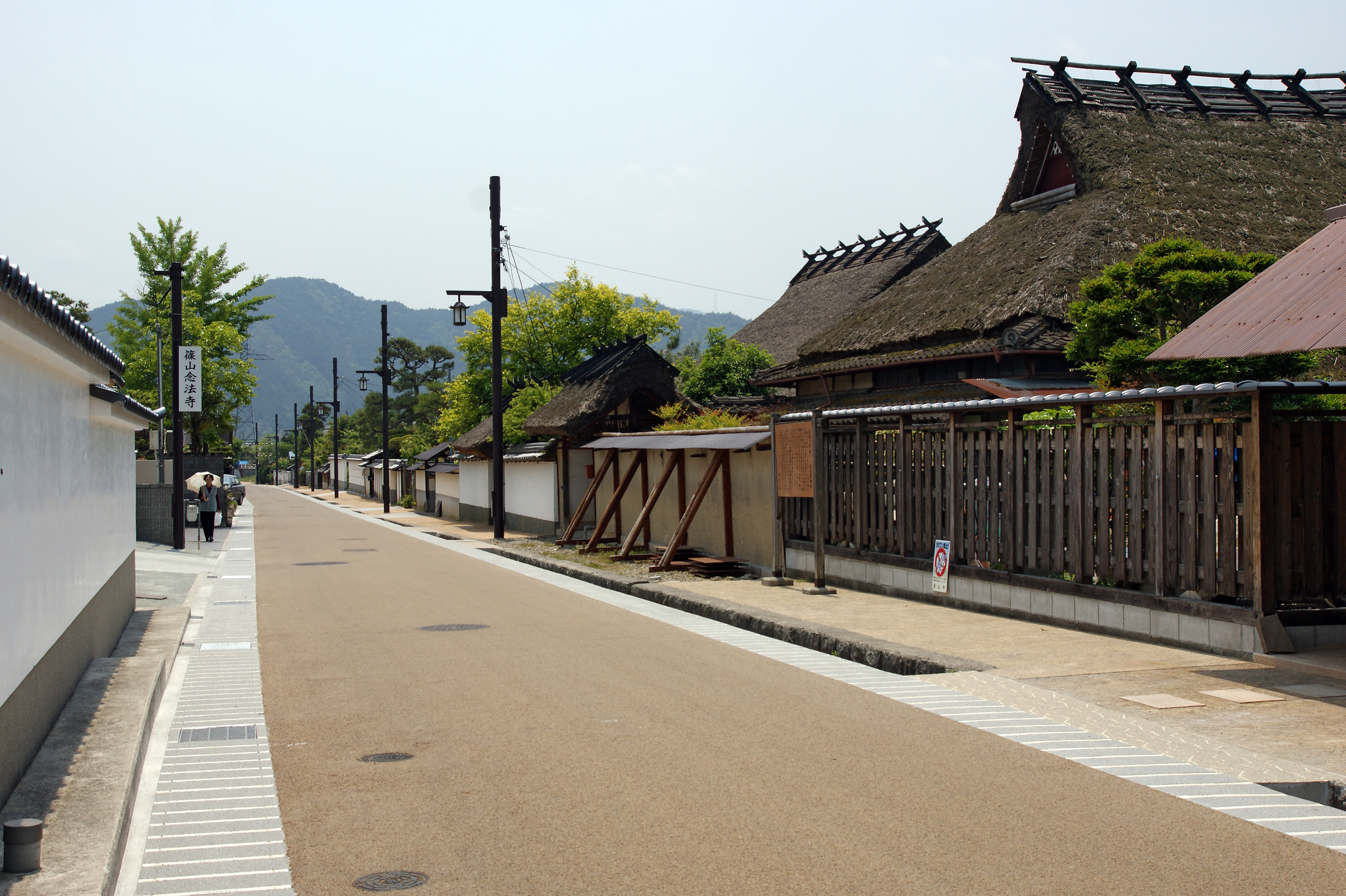
篠山城下町地区
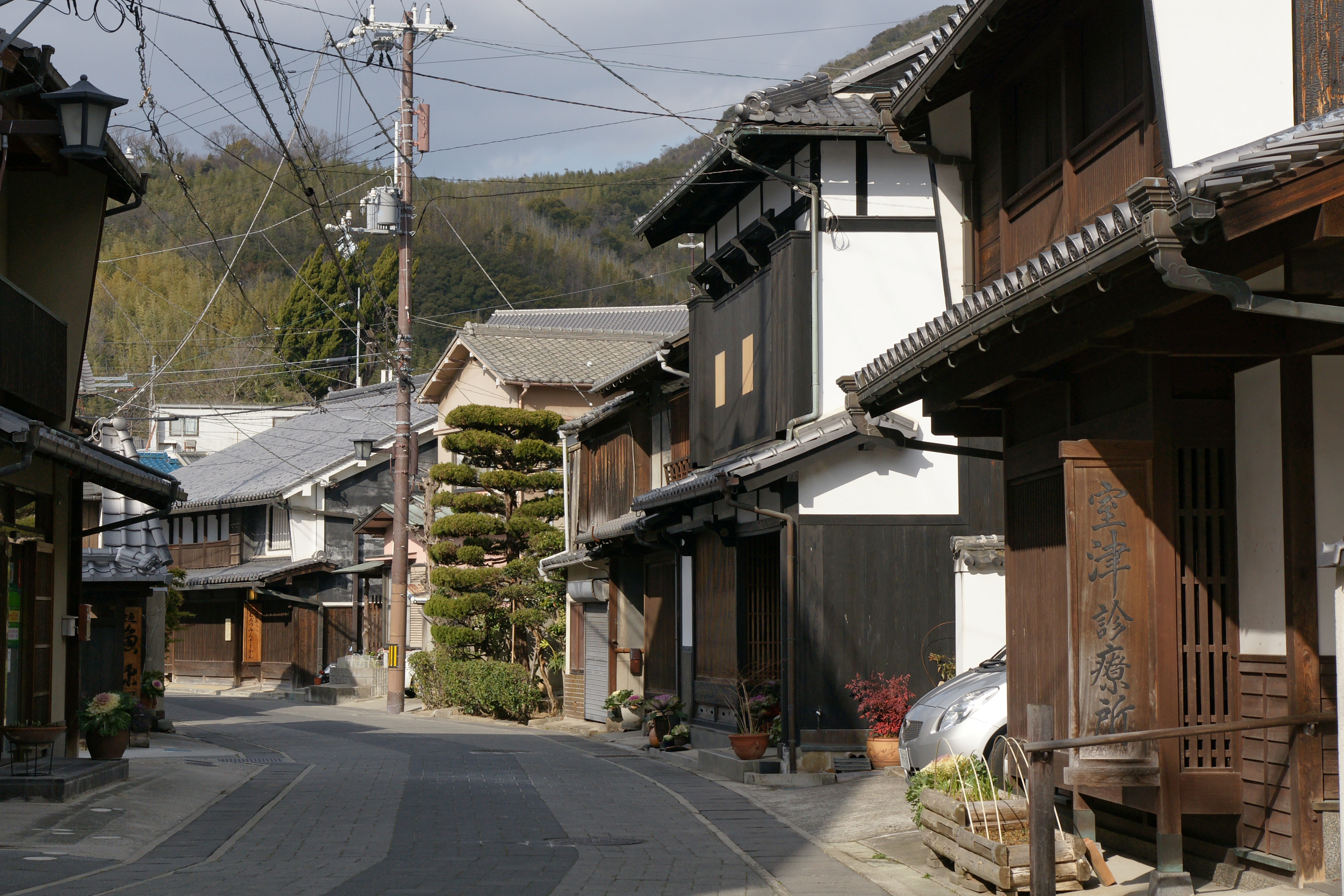
室津地区
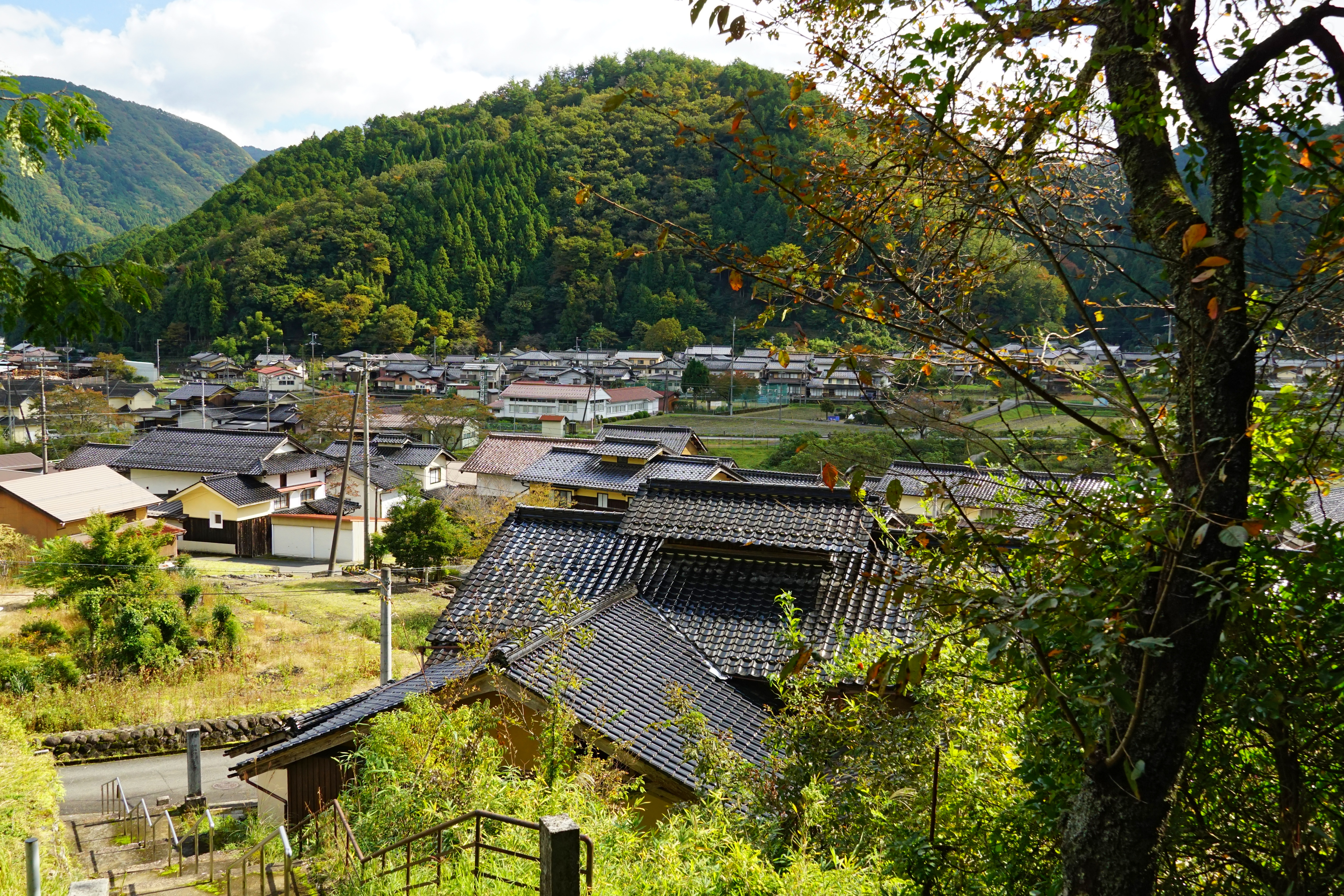
大屋町大杉地区

### 住宅街等景観形成地区
1. 加東市 ヤシロメモリアルガーデン周辺地区住宅街等景観形成地区（平成元年3月28日指定）
2. 洲本市 古茂江海岸地区住宅街等景観形成地区（平成4年3月27日指定）
3. 高砂市 高砂地区住宅街等景観形成地区（平成18年9月1日指定）

### まちなか景観形成地区
1. 新温泉町 湯・細田地区まちなか景観形成地区（平成18年4月1日指定）
2. 高砂市 高砂地区まちなか景観形成地区（平成18年9月1日指定）

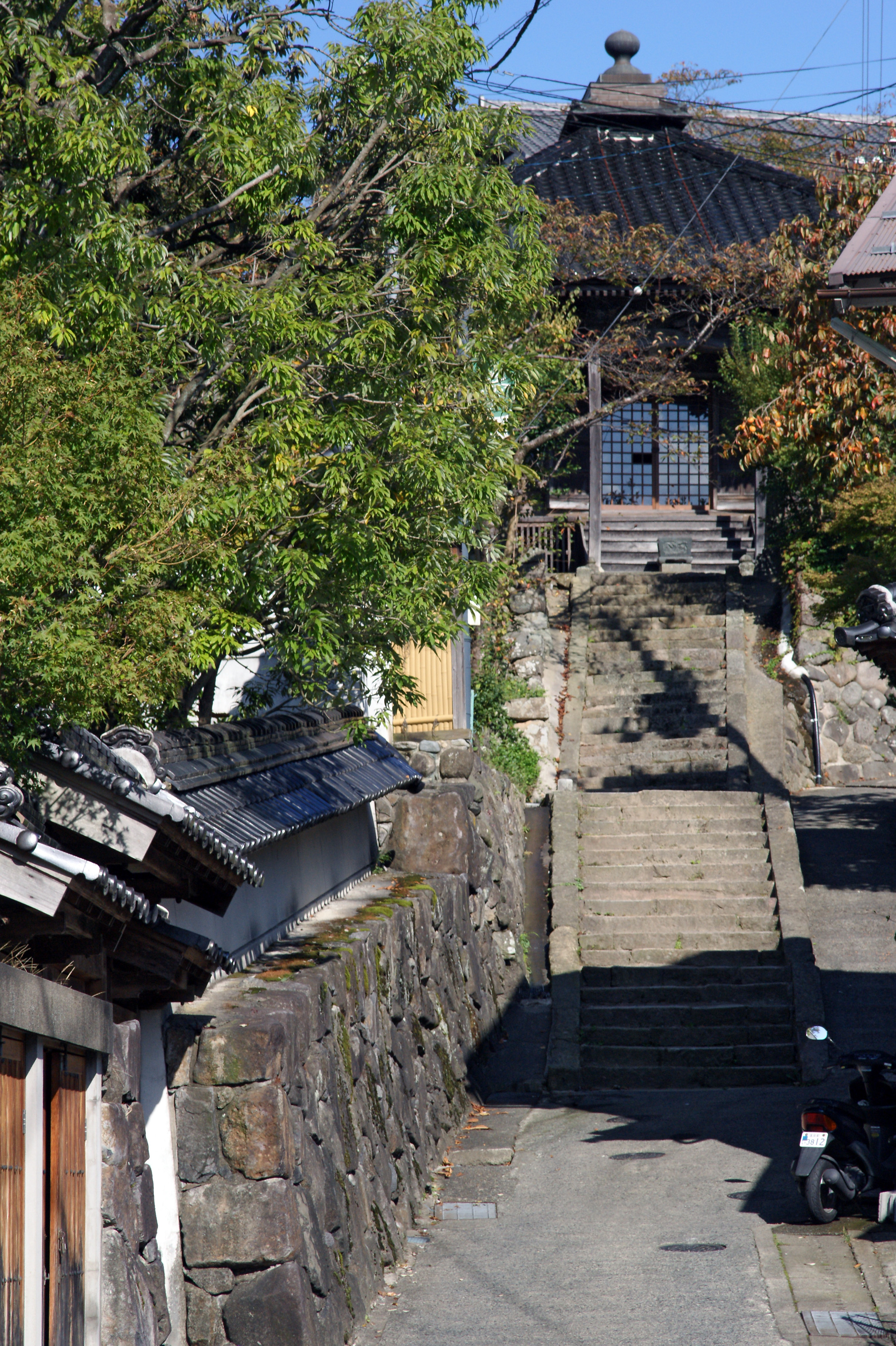
湯・細田地区

### 沿道景観形成地区
1. 国道312号 沿道地区沿道景観形成地区（平成18年4月1日指定）
2. 丹南篠山口IC 周辺地区沿道景観形成地区（平成20年7月1日指定）

## 兵庫県の景観条例に基づく指定制度一覧
- 景観形成地区
- 広域景観形成地域 [2]
- 星空景観形成地域
- 景観形成重要建造物等